# Реми Лакруа
Реми Лакруа́ (англ. Remy LaCroix), настоящее имя Э́шли Бриа́нна Кронан (англ. Ashley Brianna Cronan, род. 26 июня 1988, Сан-Франциско, Калифорния) — американская порноактриса.

## Биография
До порноиндустрии выступала на фестивалях альтернативной культуры (в том числе Burning Man) как участница различных фаер-шоу. Карьеру начала в декабре 2011 года, снявшись в групповой сцене для сайта Kink.com. Через полгода объявила, что уходит из порнобизнеса из-за изнеможения. Но при этом Реми участвовала в рекламной кампании невышедших фильмов. В ноябре 2012 года Реми решила вернуться к карьере порноактрисы.
На 2022 год снялась более чем в 370 фильмах.

## Премии и номинации
| Год  | Церемония                 | Категория                                               | Работа                                                                             | Результат |
| ---- | ------------------------- | ------------------------------------------------------- | ---------------------------------------------------------------------------------- | --------- |
| 2013 | AVN Award                 | Лучшая новая старлетка                                  |                                                                                    | Победа    |
| 2013 | AVN Award                 | Лучшая сцена стриптиза                                  | Remy (вместе с Лекси Белл)                                                         | Победа    |
| 2013 | XBIZ Award                | Лучшая актриса (пары)                                   | Torn                                                                               | Победа    |
| 2013 | XRCO Award                | Новая старлетка                                         |                                                                                    | Победа    |
| 2013 | XCritic Fans Choice Award | Лучшая новая старлетка                                  |                                                                                    | Победа    |
| 2013 | TLA RAW Award             | Лучший женский дебют (вместе с Райли Рид)               |                                                                                    | Победа    |
| 2014 | AVN Award                 | Лучшая актриса                                          | The Temptation of Eve                                                              | Победа    |
| 2014 | AVN Award                 | Лучшая лесбийская сцена                                 | Girl Fever (вместе с Райли Рид)                                                    | Победа    |
| 2014 | AVN Award                 | Лучшая сцена триолизма — Ж/Ж/М                          | Remy 2 (вместе с Райли Рид и Мануэлем Феррара)                                     | Победа    |
| 2014 | XBIZ Award                | Лучшая актриса (полнометражный фильм)                   | The Temptation of Eve                                                              | Победа    |
| 2015 | AVN Award                 | Лучшая лесбийская сцена                                 | Gabi Gets Girls (с Габриэллой Палтровой)                                           | Победа    |
| 2023 | XBIZ Award                | Лучшая сексуальная сцена - первое выступление в карьере | Remy's Back With a Bang (с Данте Колле, Деймон Дайс, Томми Пистоль, и Джон Стронг) | Победа    |